# Five Nights at Freddy's 4
(Il peluche di Fredbear alla fine di ogni minigame.)
Five Nights at Freddy's 4, spesso abbreviato in FNaF 4, è un videogioco survival horror punta e clicca della serie Five Nights at Freddy's sviluppato e pubblicato da Scott Cawthon il 23 luglio 2015 su Steam per Microsoft Windows. Un port del videogioco è stato pubblicato per Android e iOS rispettivamente il 25 luglio e il 3 agosto 2015. Nel 2019 la versione mobile di Five Nights at Freddy's 4 è stata aggiornata per eguagliare quella su PC, mentre il 29 novembre 2019 un port del gioco è stato pubblicato su Xbox One, Nintendo Switch e PlayStation 4.
Al contrario degli altri capitoli, il videogioco è ambientato nella camera da letto di un bambino, circondato da versioni mostruose degli animatroni. Tra una notte e l'altra, il giocatore può giocare una serie di minigiochi che narrano le vicende di un piccolo bambino tormentato dal fratello maggiore.
Il videogioco ha ricevuto reazioni miste da parte della critica, venendo elogiata l'atmosfera inquietante, ma venendo criticate le meccaniche di gioco e la progettazione del suono.

## Trama
Una serie di minigiochi giocabili tra le notti raccontano la storia di un giovane ragazzo ambientata nel 1983. Il giovane è il figlio minore di William Afton, denominato dai fan "Crying Child". Il ragazzo presto festeggerà il compleanno al locale creato dal padre, il "Fredbear's Family Diner", locale noto per le due mascotte animatroniche, Fredbear e Spring Bonnie. Tuttavia, il ragazzo non è del tutto contento: suo fratello maggiore, Michael Afton, lo tormenta rompendogli i peluche delle mascotte, spaventandolo mentre indossa la maschera di Foxy e rinchiudendolo in stanze buie come camera sua o il locale del padre. La situazione non migliora al giorno del compleanno, quando il fratello maggiore e i suoi amici forzano il festeggiato a "baciare Fredbear", infilandogli la testa nella bocca dell'animatrone. All'improvviso, Fredbear, chiude con forza la sue fauci, schiacciando la testa del bambino mentre i bulli lo fissano con orrore, realizzando di avere fatto una cosa orribile. Il settimo minigioco mostra Crying Child in una stanza nera circondato dai suoi peluche. Una voce si scusa con il ragazzo, mentre un'altra voce promette che lo “rimetterà a posto”. I peluche svaniscono uno dopo l'altro e si sente il debole suono di un elettrocardiogramma che si appiattisce, il che implica che il piccolo è morto.
Durante le notti, versioni mostruose degli animatroni tormentano uno dei due fratelli. Nella camera da letto casualmente appariranno delle pillole, una flebo e un vaso con dei fiori.
Se il giocatore completa la settima notte, viene visualizzata l'immagine di un baule di metallo chiuso con due lucchetti; se il giocatore agita i lucchetti, il gioco afferma che: "Forse alcune cose è meglio che siano dimenticate, per ora". Cawthon rimase enigmatico su cosa c'era dentro il baule, e alla fine annunciò che non avrebbe mai rivelato il suo contenuto.

## Modalità di gioco
Five Nights at Freddy's 4 è un videogioco survival horror punta e clicca. L'obiettivo del giocatore è sempre quello di sopravvivere per cinque notti consecutive dalla mezzanotte alle 6 del mattino. Al contrario però dei precedenti capitoli, il giocatore controlla un ragazzo nella sua cameretta, con diversi animatroni dall'aspetto mostruoso che girano per casa e cercano di entrare nella stanza. Questa versione dei nemici è conosciuta come "Nightmare" (lett. "incubo").
Al contrario degli altri giochi della serie, il giocatore non possiede telecamere, e deve fare molta attenzione ai suoni per riuscire a capire la posizione degli animatroni. Il giocatore può muoversi per controllare costantemente le due porte, l'armadio e il letto retrostante, della stanza. Per allontanare i nemici, il giocatore può solo illuminare i corridoi con una torcia. Il giocatore può anche tenere chiusa una porta alla volta. Se uno degli animatroni entra nella stanza o il giocatore lo incontra direttamente alla porta, riceverà un jumpscare e verrà ucciso. La quinta notte, tutti i nemici verranno sostituiti da un unico animatrone chiamato "Nightmare Fredbear", che è immune alla torcia e molto più aggressivo degli altri.
l videogioco è diviso in livelli chiamati "notti", che durano diversi minuti reali e aumentano di difficoltà gradualmente. Tra una notte e l'altra, il giocatore può giocare a un minigioco chiamato Fun with Plushtrap, simile a Un, due, tre, stella!, ambientato in un corridoio. L'unico nemico di questo minigioco è Plushtrap. Se il giocatore riesce a sconfiggerlo, accedendo la torcia quando il robot si trova su una X bianca, la notte verrà accorciata. Inoltre vi sono altri minigiochi in stile Atari prima di ogni notte dove il giocatore controlla un bambino che viene continuamente spaventato dal fratello maggiore. Questi minigiochi non erano presenti nella prima versione mobile del gioco.

## Personaggi

### Umani
- Crying Child: è il protagonista dei minigiochi giocabili tra le notti, e anche del gameplay vero e proprio (un suo sogno comatoso indotto dal morso di Freadbear) ad esclusione dell'ultima notte. È il figlio minore di William Afton, l'antagonista della saga. È terrorizzato dagli animatroni e porta con sé sempre un peluche di Fredbear.[4] Potrebbe essere stato scoperto il nome del bambino dallo youtuber HyperDroid, ovvero Dave, ma tutto ciò non è stato confermato.[11][12]
- Michael Afton: chiamato anche dai fan "fratello maggiore" prima di Sister Location è l'antagonista dei minigiochi giocabili tra le notti. Terrorizza il fratello minore con la maschera di Foxy ed è la causa del "Morso dell'83".[4] È il personaggio giocante dell'ultima notte.

### Animatroni
- Nightmare Freddy: una versione distorta di Freddy, ha artigli, denti affilati e occhi arancioni ed è senza il microfono tipico degli altri Freddy. Possiede tre controparti in miniatura, i Freddles, che agiscono come suoi seguaci.[13] Col passare del tempo, i Freddles inizieranno ad ammucchiarsi sul letto dove si trova il peluche di Freddy, emettendo uno stridio acuto, e dovranno essere scacciati usando la torcia. Se vengono ignorati per troppo tempo, faranno comparire Nightmare Freddy Fazbear, che ucciderà il giocatore. Sarà attivo sin dalla prima notte.[14]
- Nightmare Bonnie: una versione distorta di Bonnie, con gli occhi viola e il torace aperto.[13] Attacca dalla porta sinistra, ma può anche entrare in camera se viene ignorato per troppo tempo. Nel caso si sentisse respirare, il giocatore deve chiudere immediatamente la porta e riaprirla solo quando si sentono i suoi passi, altrimenti deve usare la torcia per farlo allontanare, e se sbaglia l'azione, Nightmare Bonnie ucciderà il bambino. Anche lui è attivo dalla prima notte.[14]
- Nightmare Chica: una versione distorta di Chica, con la mascella dislocata, tre file di denti, un occhio rosso e con il cupcake dotato anch'esso di denti affilati e grandi occhi.[13] Ha lo stesso comportamento di Bonnie, solo che attacca dalla porta destra, e se non è tenuta d'occhio abbastanza, invece di entrare nella stanza, ci manderà dentro il suo cupcake, capace di uccidere il giocatore. Anche lei è attiva dalla prima notte.[14]
- Nightmare Foxy: una versione distorta di Foxy, con il muso lungo e affusolato, gli occhi gialli e senza la benda.[13] Attacca da entrambi i corridoi, ed una volta entrato in stanza si nasconderà nell'armadio per poi attaccare successivamente, ma il suo ingresso nell'armadio può essere ritardato tenendolo d'occhio. Se entra nell'armadio bisogna controllarlo finché non diventa un peluche. Si attiva dalla seconda notte.[14]
- Nightmare Fredbear: una versione distorta di Fredbear, con cappello e fiocco viola, occhi rossi, lunghe zanne e una seconda bocca sulla pancia. Si attiverà dalla quinta notte e sarà l'unico nemico presente. Fredbear attacca da entrambi i corridoi e, a seguito di una risata malefica, egli potrà apparire anche sul letto o nell'armadio.[14]
- Plushtrap: un coniglio molto piccolo simile a suo padre Springtrap ma meno danneggiato, di colore giallo verdastro e con occhi bianchi. Non appare durante le notti, ma in un minigioco extra giocabile tra una notte e l'altra, in cui deve essere fermato su una X bianca sul pavimento. Se il minigioco verrà superato, la notte inizierà alle 2:00 anziché a mezzanotte, ma il bonus vale solo per il primo tentativo.
- Nightmare: un animatrone uguale a Fredbear ma nero, con il cappello e il fiocco di colore dorato e il corpo semi-trasparente. Si attiverà nella settima notte a partire dalle 4:00 del mattino e ha lo stesso comportamento di Fredbear, ma è molto più aggressivo e veloce. Il suo attacco causerà un riavvio del gioco.[14]

Nel DLC di Halloween, alcuni personaggi sono sostituiti, ma solo nell'aspetto, da altri: Nightmare Bonnie e Chica saranno rimpiazzati da delle controparti vestite come Jack-o'-lantern, Jack-o-Bonnie e Jack-o-Chica (il suo cupcake sarà sostituito da una mini zucca); Nightmare Foxy sarà sostituito da Nightmare Mangle; Plushtrap da Nightmare BB (Balloon Boy); e Nightmare da Nightmarionne (Puppet).

## Sviluppo
Il videogioco venne annunciato il 27 aprile 2015 sul sito ufficiale dello sviluppatore, Scott Cawthon, con alcuni teaser. Inizialmente il titolo doveva essere Five Nights at Freddy's: The Final Chapter e l'uscita prevista era per il 31 ottobre, in concomitanza con la festività di Halloween. Un trailer venne pubblicato il 13 luglio 2015, in cui venne rimossa la dicitura The Final Chapter, mentre l'uscita venne anticipata all'8 agosto, che coincideva con l'anniversario dall'uscita del primo episodio della serie.

### Distribuzione
Una demo di Five Nights at Freddy's 4 è stata consegnata il 21 luglio 2015 ad alcuni Youtuber e il gioco completo è stato pubblicato due giorni dopo per Microsoft Windows su Steam. Una versione per Android è stata pubblicata il 25 luglio, seguita da una per iOS il 4 agosto. La versione mobile è stata aggiornata nel corso del 2019 e un port per Nintendo Switch, PlayStation 4 e Xbox One è stato pubblicato il 29 novembre 2019.

### Halloween Edition
Un'espansione del videogioco, chiamata Halloween Edition, venne pubblicata gratuitamente il 31 ottobre 2015. Tale espansione sostituiva i vari nemici del gioco con un versioni a tema Halloween dei personaggi. Sono stati aggiunti anche nuovi personaggi come "Nightmarionne". Inoltre è stato aggiunto un menù di cheat per chi aveva già completato il gioco.

## Accoglienza
| Testata                              | Versione | Giudizio |
| ------------------------------------ | -------- | -------- |
| Metacritic (media al 26 giugno 2025) | PC       | 51/100   |
| PC Gamer                             | PC       | 70/100   |
| Destructoid                          | MOB      | 4/10     |
| Nintendo Life                        | NS       | 7/10     |
| TouchArcade                          | iOS      | 3/5      |
| The Escapist                         | PC       | 4/5      |

Five Nights at Freddy's 4 ha ricevuto reazioni "miste o medie" su Metacritic. La versione PC del gioco ha un punteggio di 53.33% su GameRankings.
Le meccaniche di gioco hanno ricevuto reazioni miste. Alcuni critici hanno affermato che la modalità di gioco stava diventando monotona, come Nic Rowen di Destructoid e Omri Petitte di PC Gamer. Rowen l'ha definita come una "mera copia" della formula, consigliando di non giocare al gioco, mentre Petitte ha sostenuto che il videogioco aveva qualche strategia e un pochino di varietà, ma non troppo da attirare il suo interesse. Al contrario, Angelo M. D'Argenio di The Escapist ha elogiato le nuove meccaniche, la storia oscura ed emozionale, ma ha notato alcuni problemi tecnici. La rimozione dei minigiochi riguardanti la trama nella prima versione mobile è stata ampiamente criticata da Shaun Musgrave di TouchArcade, che ha definito la mossa "dannosa per un capitolo finale".
L'ambientazione e la progettazione del suono è stata apprezzata, ma alcuni elementi sono stati criticati. Mitch Vogel di Nintendo Life lo ha definito il capitolo più spaventoso, ma ha criticato i jumpscare dicendo che sono "irritanti" e "coprivano" gli elementi horror. Nadia Oxford di Gamezebo ha elogiato il sound design del gioco, ma ha criticato come le meccaniche si basassero troppo su esso, sostenendo che in un luogo rumoroso fosse difficile giocare. Matt Purslow di PCGamesN ha elogiato l'ambientazione, ma ha affermato che la dipendenza delle meccaniche sul suono gli faceva sentire "meno controllo sul gioco", e che è molto difficile capire quale suono rappresenti l'avvicinamento degli animatroni o quali fossero solo per rendere l'atmosfera più tetra.